# Шали
Шали́ (чечен. Шела — от реки Шела-Ахка («холодный ручей»)) — город в Чеченской Республике Российской Федерации. Административный центр Шалинского района.
Образует муниципальное образование «Шалинское городское поселение», как единственный населённый пункт в его составе.

## География

Шалинское городское поселение на карте Шалинского района

Город расположен по обоим берегам Басс, в центральной части Шалинского района, у подножья Лесистого хребта, на предгорной Чеченской равнине. Находится в 18 км к югу от железнодорожной станции Аргун и в 36 км к юго-востоку от города Грозный. Является узлом региональных автомобильных дорог. По территории города Шали протекает несколько речек в том числе Шела-Ахки (холодный ручей) и Мельч-Ахки (тёплый ручей).
Площадь территории города в пределах городской черты составляет — 34,038 км² (2022 год), при этом общая площадь всего муниципального образования (городского поселения) составляет 201,6727 км² (2022 год).
Преобладает умеренно континентальный климат. Среднегодовое количество осадков составляет около 450 мм.

## История

### В древности
При раскопках в Шали обнаружена пряжка «типа Исти-су» периода Кобанской культуры, учёные датируют её VI—V веками до нашей эры.

### XIV—XIX века
Село основано во второй половине XIV века братьями Идарз и Окша из тайпа эрсеной, которые пришли из Нашхи.
Впервые в архивных источниках Шали упоминается в XVIII веке. Шалинцы активно участвовали в движении Шейха Мансура (1785–1791) и в Кавказской войне.
11 февраля 1822 года во время восстания в Чечне в результате ожесточённого штурма, предпринятого царскими войсками под командованием генерала Грекова, село было полностью уничтожено.
В 1837 году село снова взято штурмом царскими войсками под командованием генерал-майора Карла Фези.
В середине XIX века Шали был одним из самых крупных аулов Большой Чечни. Благодаря своему стратегическому положению, аул служил во время Кавказской войны сборным пунктом для войск Шамиля.
В конце 1890-х — начале 1900-х годов в Шали было до 7120 жителей, 37 мечетей, одна школа, 40 мельниц, 15 кузниц, 29 лавок, базары.
Шали был одним из центров, где производились: чеченское оружие — шашки, кинжалы, войлочные ковры — истанги.

### XX—XXI века
В 1944 году после депортации чеченцев и упразднения Чечено-Ингушской АССР, село было переименовано в Междуречье.
Указом Президиума Верховного Совета РСФСР от 10 апреля 1957 года селу возвращено прежнее название. В 1990 году селу был присвоен статус города.
Военные действия 1994—1996 годов нанесли огромный урон городу и его жителям: были убиты сотни людей, разрушены дома, промышленность, транспорт, связь, агропромышленный комплекс. В частности, только в ходе одного эпизода — бомбардировки кассетными бомбами 3 января 1995 года, погибли не менее 55 человек.
В ходе второй чеченской войны город также был местом ожесточённых боев. В январе 2000 года по митингу, на котором собрались боевики и сочувствующие им жители города, была запущена тактическая ракета «Точка У», в результате чего погибли сотни людей. Через несколько дней город полностью перешёл под контроль федеральных войск.
С 2000 года город активно развивается. Строятся новые жилые дома, социально-культурные и спортивные объекты.

## Шали-Сити
В центре города 6 апреля 2013 года начато строительство делового центра, включавшего шесть высотных зданий. В центре комплекса будет находиться главное здание — 21-этажная башня в стиле чеченской башни, в которой разместятся районная администрация, офисы, гостиница, ресторан и торгово-развлекательный центр.

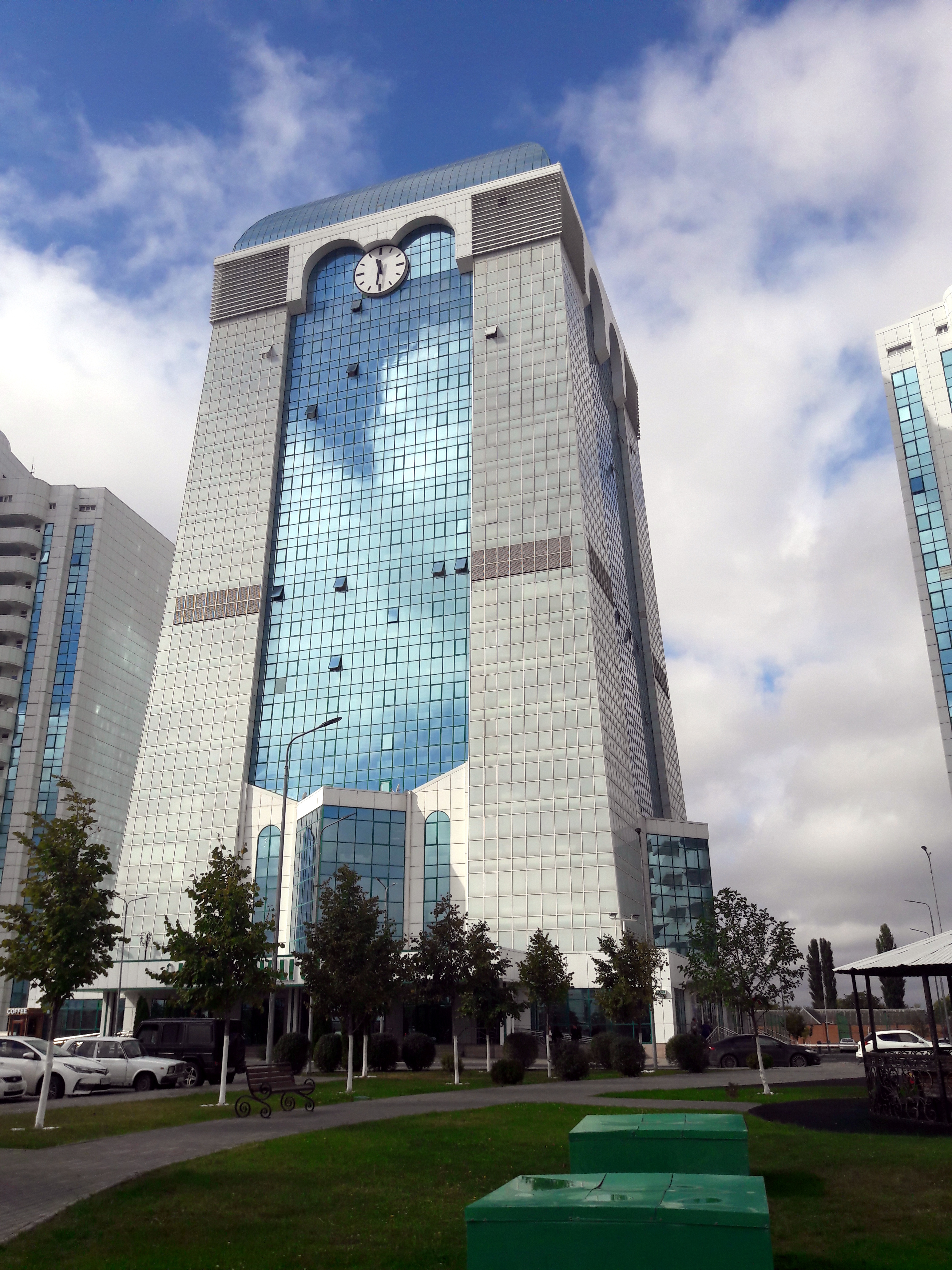
Центральное здание в Шали-Сити.

В 2018 году состоялось открытие комплекса Шали-Сити

## Население
| 1939    | 1959    | 1970    | 1979    | 1989    | 1992    | 1996    | 2002    | 2003    | 2005    |
| ------- | ------- | ------- | ------- | ------- | ------- | ------- | ------- | ------- | ------- |
| 10 575  | ↗11 911 | ↗18 636 | ↗21 894 | ↗24 985 | ↗26 800 | ↘24 000 | ↗40 356 | ↗40 400 | ↗42 100 |
| 2006    | 2007    | 2008    | 2009    | 2010    | 2011    | 2012    | 2013    | 2014    | 2015    |
| ↗43 500 | ↗44 300 | ↘44 200 | ↗45 161 | ↗47 708 | ↘47 700 | ↗49 026 | ↗49 967 | ↗50 412 | ↗51 268 |
| 2016    | 2017    | 2018    | 2019    | 2020    | 2021    | 2023    | 2024    |         |         |
| ↗52 234 | ↗53 016 | ↗53 807 | ↗54 168 | ↗55 076 | ↘55 054 | ↗56 005 | ↗57 060 |         |         |

На 1 января 2025 года по численности населения город находился на 290-м месте из 1124 городов Российской Федерации.
Национальный состав
Национальный состав населения города по данным Всероссийской переписи населения 2010 года (включая военнослужащих):
| Народ      | Численность, чел. | Доля от всего населения, % |
| ---------- | ----------------- | -------------------------- |
| чеченцы    | 43 018            | 90,17 %                    |
| русские    | 2578              | 5,40 %                     |
| другие     | 2072              | 4,35 %                     |
| не указали | 40                | 0,08 %                     |
| всего      | 47 708            | 100,00 %                   |

По итогам переписи населения 2020 года проживали следующие национальности (национальности менее 0,1 % и другое см. в сноске к строке «Другие»):
| Национальность | Численность, чел. | Доля     |
| -------------- | ----------------- | -------- |
| Чеченцы        | 52 570            | 95,49 %  |
| Русские        | 1126              | 2,05 %   |
| Другие         | 1358              | 2,46 %   |
| Итого          | 55 054            | 100,00 % |

## Религия
Мечеть «Гордость мусульман», расположенная в центре города — самая большая в Европе, может вместить до 30 тысяч человек, а прилегающая территория — до 70 тысяч. Здание построено по уникальному проекту, имеет купол высотой 43 метра и минареты высотой 63 метра, покрыто белым мрамором. Центральная люстра и светильники украшены камнями Swarovski и золотом. На прилегающей территории устроена парковая зона с фонтанами, где высажено около 2000 деревьев и настоящая долина роз. Строительство мечети велось с 2012 года. Торжественное открытие состоялось 23 августа 2019 года и было приурочено ко дню рождения первого президента республики — Ахмата-Хаджи Кадырова. На церемонии открытия было объявлено о названии мечети именем пророка Мухаммада.

## СМИ
- «Зама» («Время») — Шалинская районная газета.
- Телеканал СТВ-Шали.

## Транспорт
Действуют шесть маршрутов городского автобуса, обслуживаемые ГУП Чечавтотранс. С автовокзала города регулярно отправляются автобусы в города — Грозный, Гудермес, Аргун, Урус-Мартан, Хасавюрт и Махачкалу.

## Спорт
Действует футбольный клуб «Вайнах».

## В искусстве
- Событиям в Шали во время Второй чеченской войны посвящён роман Германа Садулаева «Шалинский рейд».
- Художник А. И. Титовский в 1964 году создал серию рисунков посвященных пребыванию М. Ю. Лермонтова на Кавказе один из которых — «Чечено-Ингушетия. Окраина сел. Шали»[48].

## Город-побратим
- Россия: Дигора (Северная Осетия)

## Галерея

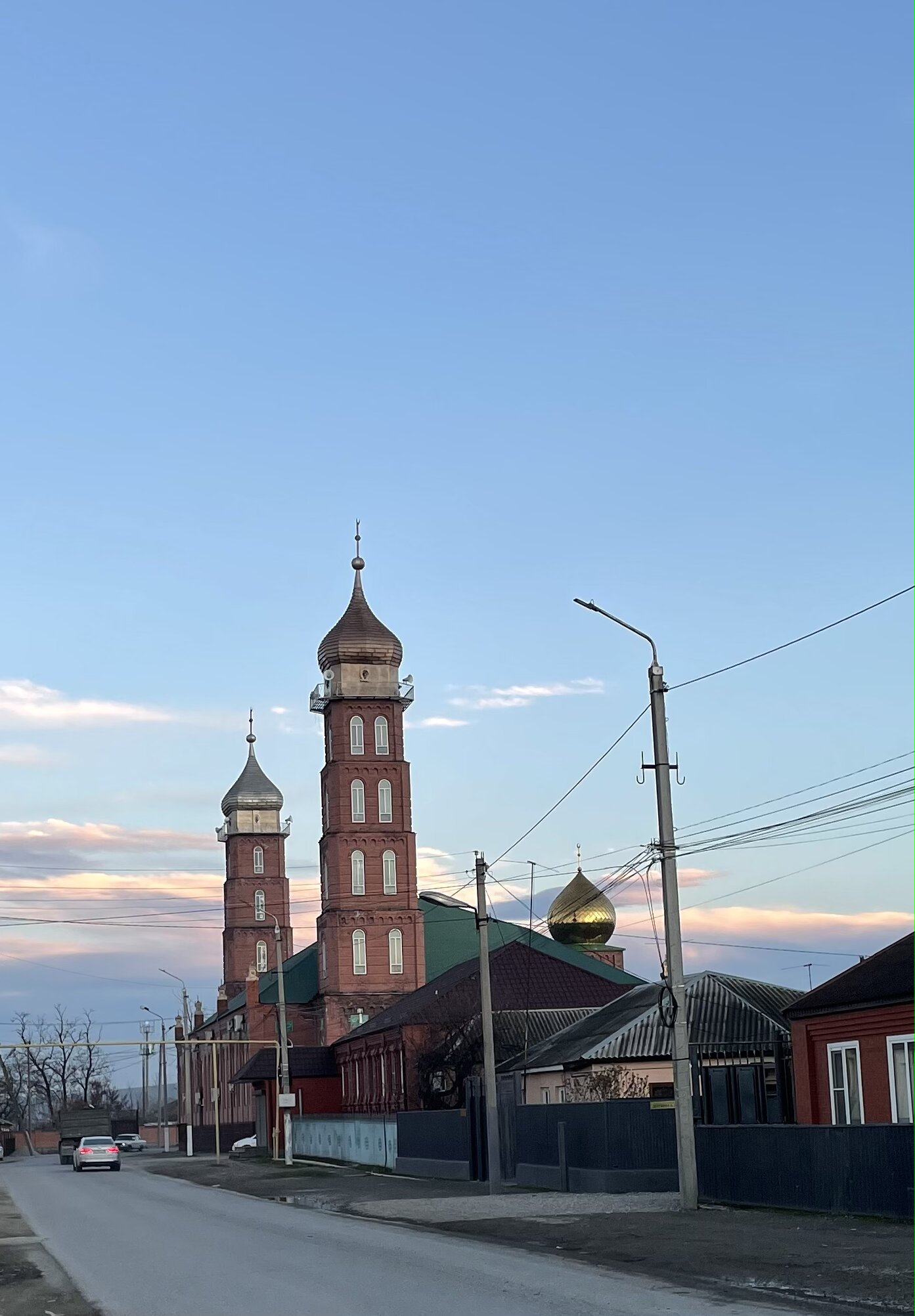
Шали. Старая мечеть
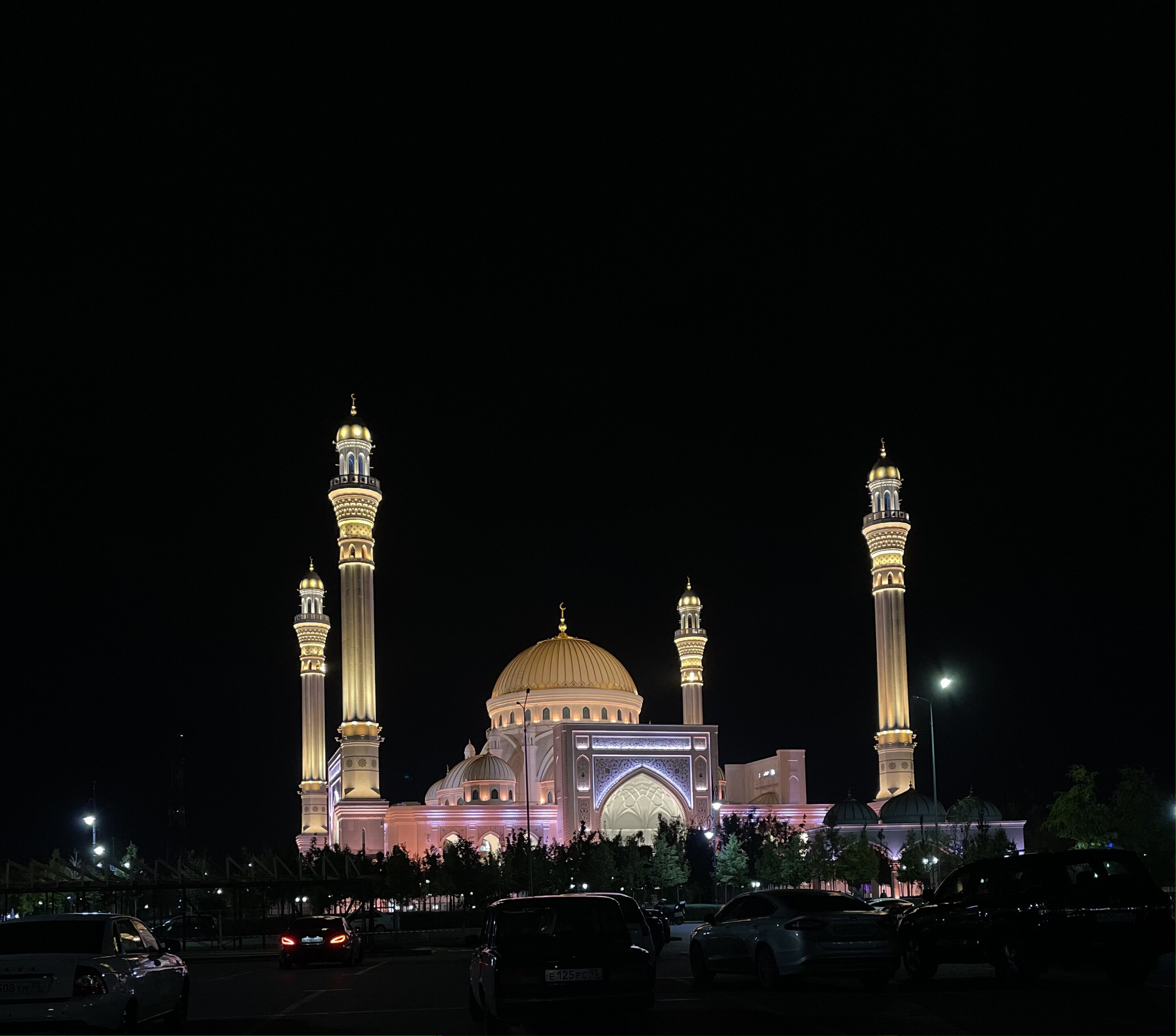
Мечеть имени пророка Мухаммада
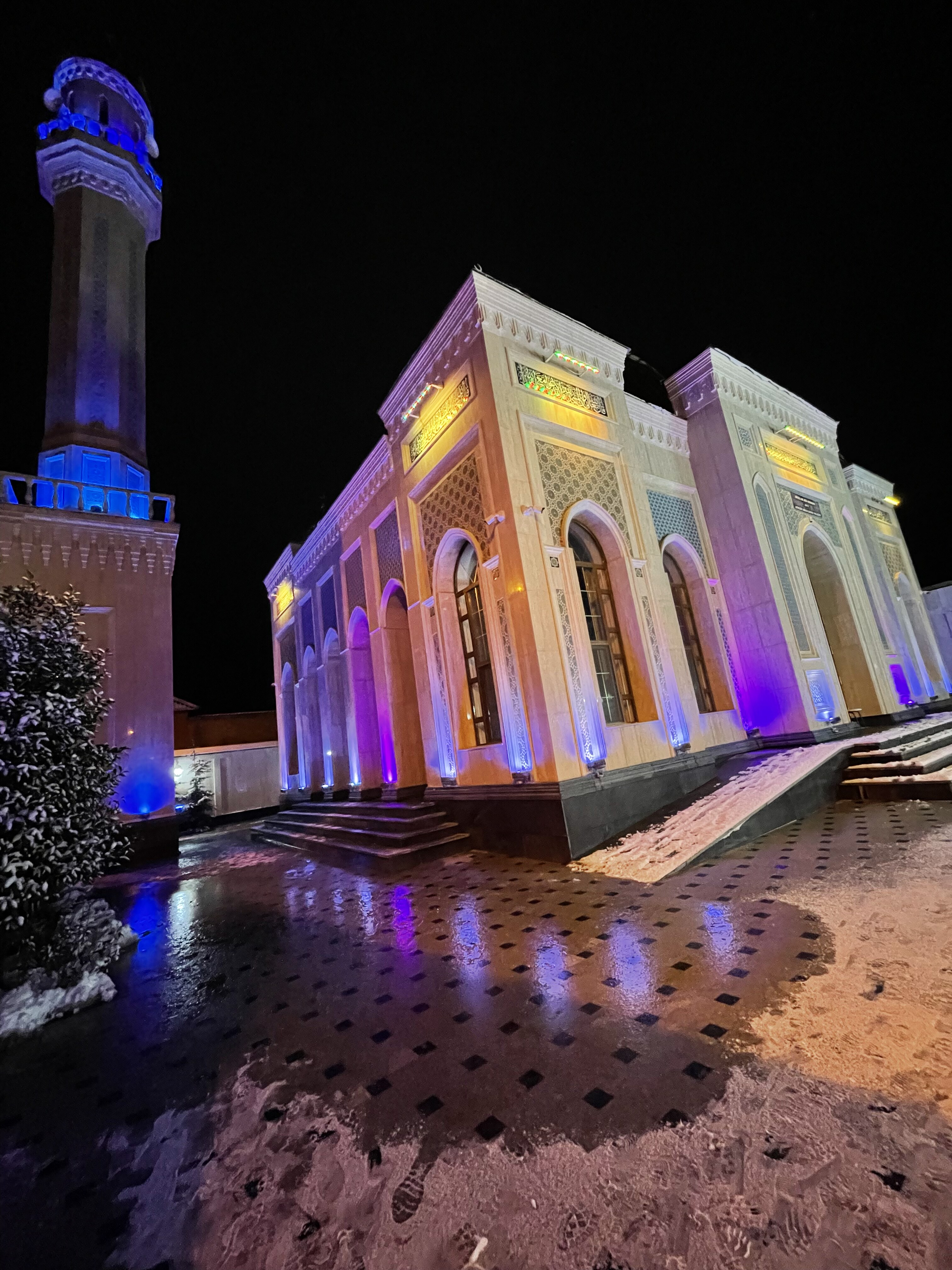
Мечеть им. Ахмадова
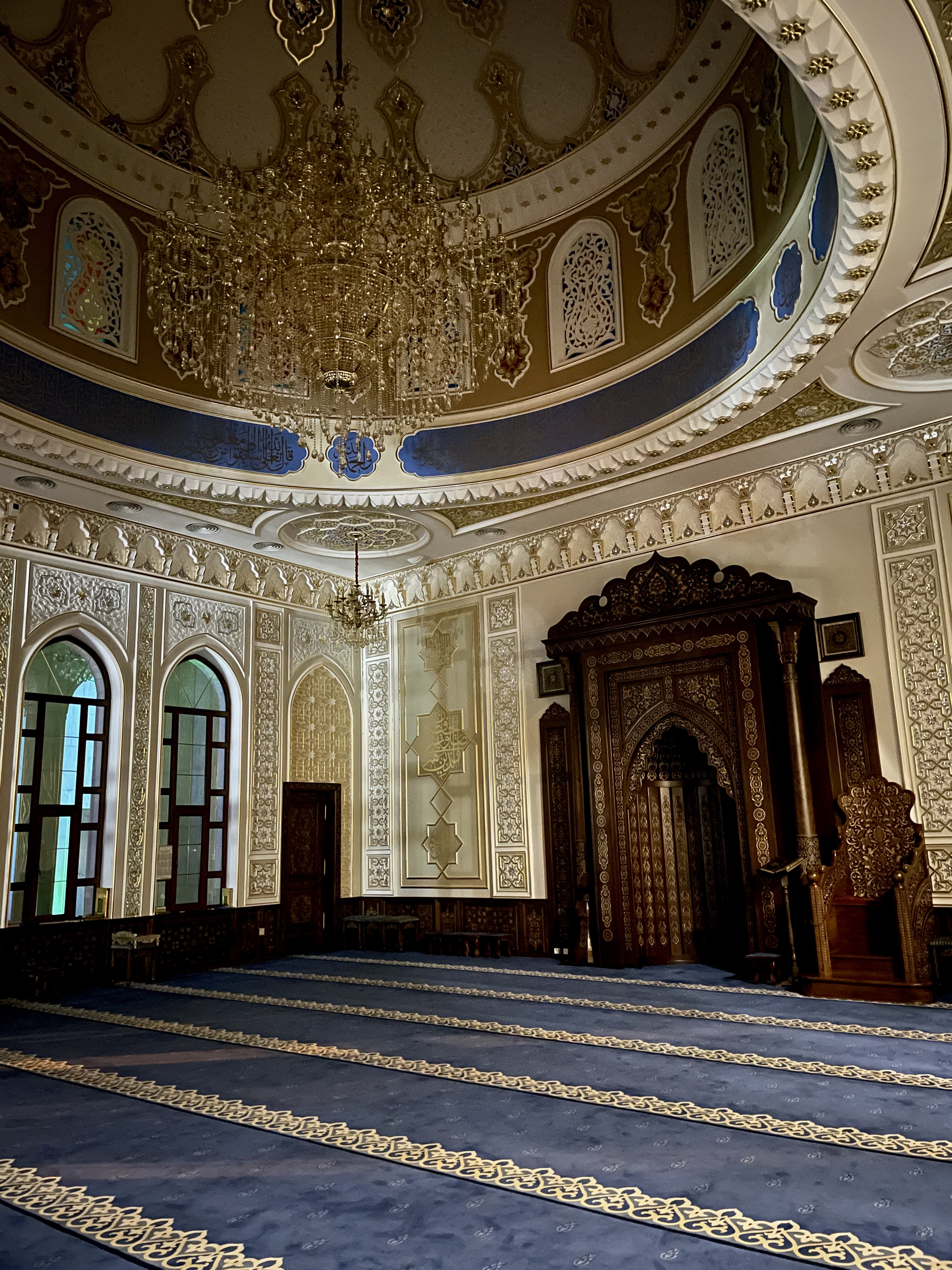
Шали. Интерьер мечети им. Ахмадова
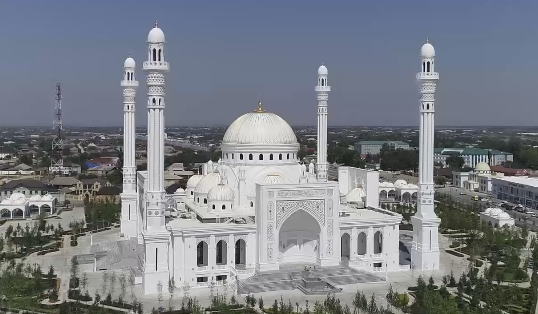